# Auguste Kreutzer

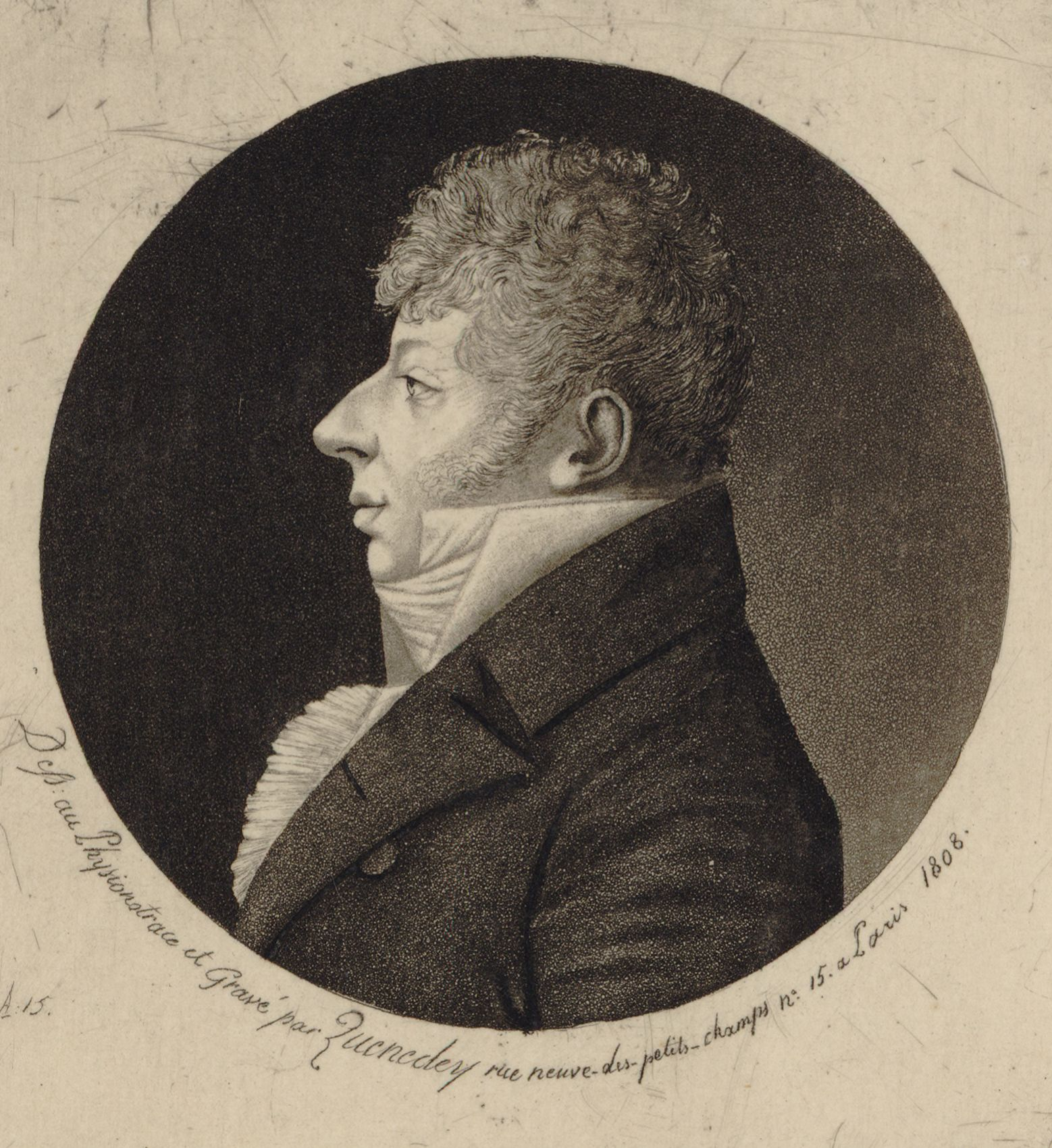
Porträt Kreutzers von Edme Quenedey

Jean Nicolas Auguste Kreutzer (* 3. September 1778 in Versailles, Département Yvelines; † 31. August 1832 in Paris) war ein französischer Komponist und Musiker. Schwerpunkte seiner Kompositionen lagen auf seinem Instrument, der Violine.

## Leben
Kreutzer war ein Sohn von Jean Jacob Kreutzer und dessen Ehefrau Elisabeth Trapol. Der Komponist Rodolphe Kreutzer (1766–1831) war sein jüngerer Bruder. Der Vater J. J. Kreutzer war Musiker am Hof Ludwigs XV. und diente in der königlichen Schweizer Garde.
Seinen ersten musikalischen Unterricht erhielt Kreutzer durch seinen Vater und wurde später Schüler von Lambert Massart am Pariser Konservatorium. Während der politisch unruhigen Zeiten des Direktoriums engagierte man Kreutzer 1798 als Musiker an die Opéra-Comique. 1801 wechselte er auf eine besser bezahlte Stelle an die Pariser Oper und blieb dort bis 1820.
Am 9. Februar 1808 heiratete Kreutzer in Paris Alphonsine Marie Péan (1788–1846) und hatte mit ihr einen Sohn, Léon Charles (1817–1868). Sein Schwiegervater war der Schauspieler François-Joseph Talma (1763–1826).
Zu den Krönungsfeierlichkeiten Napoleon Bonapartes wurde Kreutzer als Musiker engagiert und bis 1830 spielte er parallel zu seiner Tätigkeit an der Oper auch in der kaiserlichen Kapelle. Als sein Bruder Rodolphe 1826 seinen Lehrauftrag am Konservatorium krankheitshalber aufgeben musste, wurde er dessen Nachfolger. Als sich nach dem Sturz Napoleons die Zeiten während der Restauration wieder beruhigt hatten, wurde Kreutzer Musiker am Hof von König Karl X.
Erst mit der Julirevolution von 1830 endeten diese Auftritte und Kreutzer zog sich ins Privatleben zurück. Er starb am 31. August 1832 und fand auf dem Friedhof Père-Lachaise (Division 13) seine letzte Ruhestätte.

## Trivia
Ludwig van Beethoven widmete seine Violinsonate Nr. 9 (Kreutzersonate) dem Komponisten Rodolphe Kreutzer. Dieser hatte diese Sonate, zumindest öffentlich, nie gespielt, und auch Auguste Kreutzer weigerte sich Zeit seines Lebens, dieses Werk öffentlich vorzutragen.